# Čelovce, Prešov
Čelovce este o comună slovacă, aflată în districtul Prešov din regiunea Prešov. Localitatea se află la altitudinea de 373 m deasupra n.m., se întinde pe o suprafață de 3,99 km2 și în 2017 număra 336 de locuitori. Se învecinează cu comuna Pušovce.

## Istoric
Localitatea Čelovce este atestată documentar din 1335.

## Demografie
| An:                | 1994 | 2004    | 2014   | 2024    |
| ------------------ | ---- | ------- | ------ | ------- |
| Număr de persoane: | 264  | 303     | 324    | 394     |
| Diferență:         |      | +14,77% | +6,93% | +21,60% |

| An:                | 2023 | 2024   |
| ------------------ | ---- | ------ |
| Număr de persoane: | 375  | 394    |
| Diferență:         |      | +5,06% |